# King of Bongo
Albums de Mano Negra
Live in Holland 1990
(1990) Amerika perdida
(1991)
King of Bongo est le troisième album de Mano Negra, sorti en 1991.

## Réception
Selon l'édition française du magazine Rolling Stone, cet album est le 61e meilleur album de rock français.

## Liste des titres de l'album
| No  | Titre                  | Auteur                                    | Durée |
| --- | ---------------------- | ----------------------------------------- | ----- |
| 1.  | Bring the Fire         | Manu Chao / Mano Negra                    | 3:27  |
| 2.  | King of Bongo          | Manu Chao / Mano Negra                    | 3:38  |
| 3.  | Don't Want You No More | Manu Chao / Mano Negra                    | 3:07  |
| 4.  | Le Bruit du Frigo      | Manu Chao / Mano Negra                    | 3:13  |
| 5.  | Letter to the Censors  | Manu Chao / Mano Negra                    | 2:30  |
| 6.  | El Jako                | Manu Chao / Mano Negra                    | 2:48  |
| 7.  | It's My Heart          | Manu Chao / Mano Negra                    | 1:42  |
| 8.  | Mad Man's Dead         | Manu Chao                                 | 2:43  |
| 9.  | Out of Time Man        | Manu Chao / Mano Negra                    | 3:25  |
| 10. | Mme Oscar              | Manu Chao / Mano Negra                    | 2:37  |
| 11. | Welcome in Occident    | Manu Chao / Mano Negra                    | 4:20  |
| 12. | Furious Fiesta         | Manu Chao / Mano Negra                    | 1:26  |
| 13. | The Fool               | Ford Hazeelwood / Arrangements Mano Negra | 2:49  |
| 14. | Paris la Nuit          | Manu Chao                                 | 3:20  |

## Composition du groupe
- Oscar Tramor (Manu Chao) : Chant, accordéon, clavier & guitare
- Tonio Del Borño (Antoine Chao) : Trompette & Chant
- Santiago "El Águila" Casariego : Batterie & Chant
- Garbancito (Philippe Teboul) : Percussions, guitare & Chant
- Roger Cageot (Daniel Jamet) : Guitare & Chant
- Jo (Joseph Dahan) : Basse, synthé, guitare & Chant
- Helmut Krumar (Thomas Darnal) : Clavier, guitare, triangle & Chant

## Musiciens invités
- Mme Oscar (Anouk) : Chant
- Ford Hazeelwood : Chant